# Lobopola
Lobopola is een geslacht van vlinders van de familie spanners (Geometridae), uit de onderfamilie Ennominae.

## Soorten
- L. cimarrona Dognin, 1895
- L. oraea Druce, 1893
- L. plicata Dyar, 1916
- L. transoma Schaus, 1901